# Корпи, Янне
Я́нне Ко́рпи (фин. Janne Korpi; 5 февраля 1986, Вихти, Финляндия) — финский сноубордист, выступающий в дисциплинах биг-эйр, слоупстайл и хафпайп.
- Трёхкратный обладатель кубка мира в акробатических дисциплинах (2011-12, 2012-13, 2014-15);
- Многократный победитель и призёр этапов Кубка мира (всего — 19 подиумов, в том числе - 11 побед);
- Двукратный бронзовый призёр чемпионатов мира (2013 — слоупстайл и 2007 — биг-эйр);
- Участник Олимпийских игр в Турине и Ванкувере в дисциплине хафпайп.